# Бургштетен
Бургштетен (њем. Burgstetten) општина је у њемачкој савезној држави Баден-Виртемберг. Једно је од 31 општинског средишта округа Ремс-Мур. Према процјени из 2010. у општини је живјело 3.361 становника. Посједује регионалну шифру (AGS) 8119018.

## Географски и демографски подаци
Бургштетен се налази у савезној држави Баден-Виртемберг у округу Ремс-Мур. Општина се налази на надморској висини од 254 метра. Површина општине износи 10,3 km². У самом мјесту је, према процјени из 2010. године, живјело 3.361 становника. Просјечна густина становништва износи 327 становника/km².

## Међународна сарадња
| Мјесто | Држава   | Врста сарадње | Од    |
| ------ | -------- | ------------- | ----- |
| Магоч  | Мађарска | контакт       | 1993. |
| Извор  |          |               |       |